# Aprophata vigintiquatuormaculata
Aprophata vigintiquatuormaculata là một loài bọ cánh cứng trong họ Cerambycidae.